# 留园

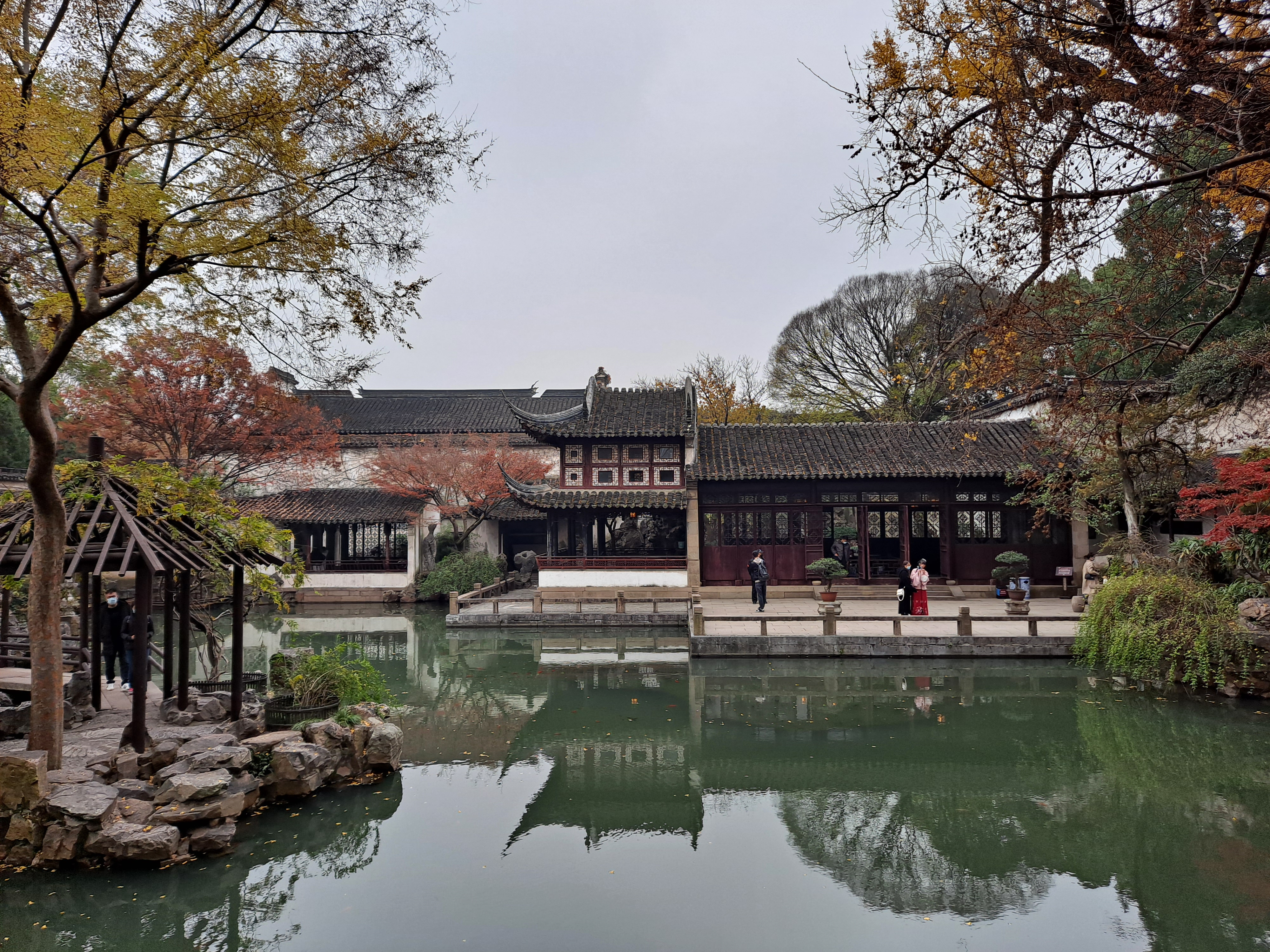
留园

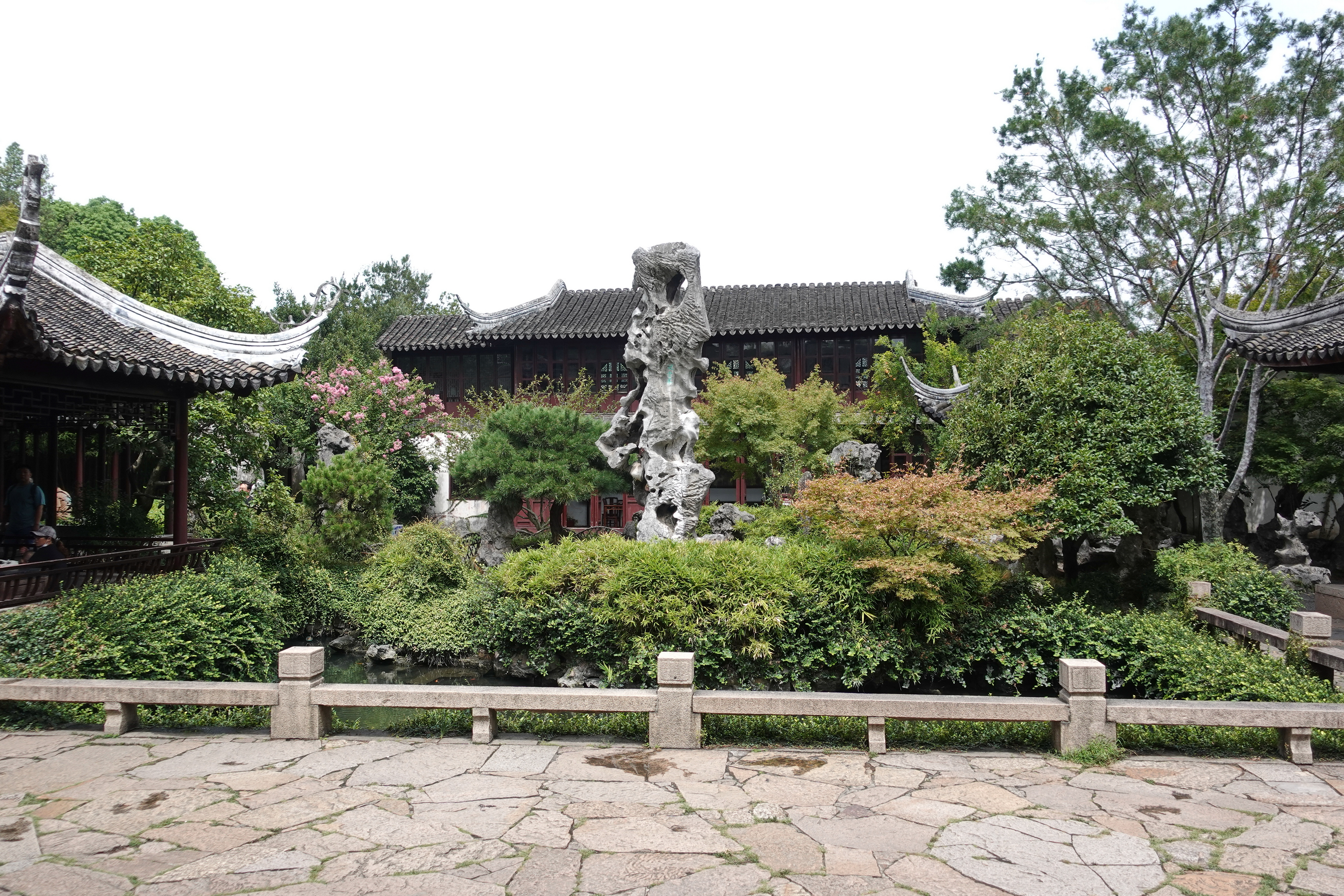
苏州留园庭院湖石“冠云峰”

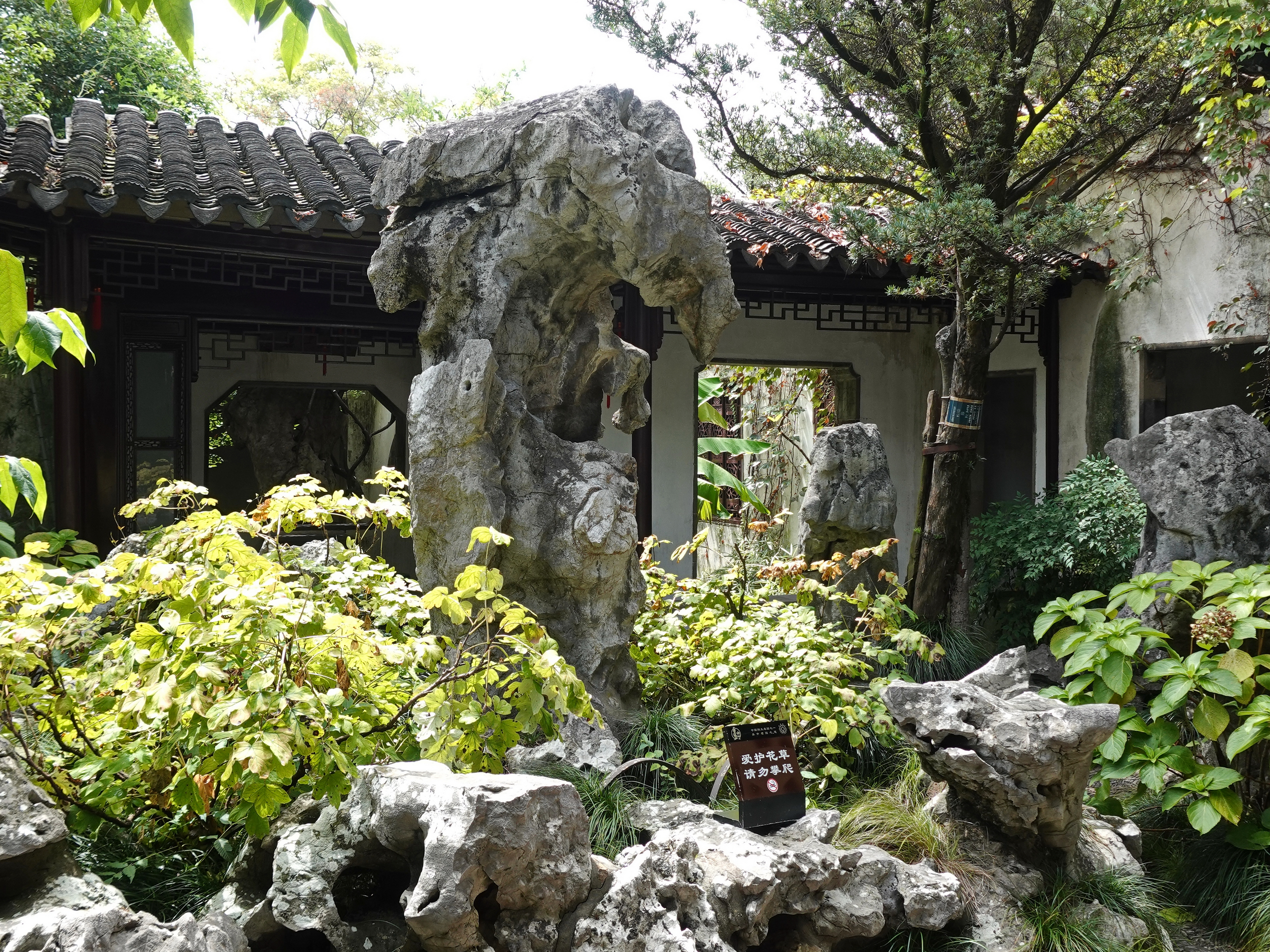
留园石林小院

留园是位於苏州的一個中国园林，园内有建筑以及奇石。1961年，留园被中华人民共和国国务院公布为第一批全国重点文物保护单位之一。1997年，包括留园在内的四座苏州古典园林被列为世界文化遗产。

## 历史沿革
留园位于苏州古城西北的阊门外，始建于明万历二十一年（1593年），为当时已罢官的太仆寺少卿徐泰时邀请叠石名人周时臣设计建造的私家园林，名东园。清嘉庆三年（1798年），刘恕在原已破落的东园旧址基础上改建，以“竹色清寒，波光澄碧”命名为寒碧庄，同时因园主姓刘，所以也叫做刘园。道光三年（1823年）起，园林开始对民众开放，成为一处著名景点。但到太平天国时，由于战祸和缺乏管理，留园逐渐荒芜。同治十二年（1873年），湖北布政使盛康（盛宣怀之父）购得此园，花了三年时间进行大规模改修、增建，终于在光绪二年（1876年）落成，并以“刘园”的同音易名为“留园”。但此后的日本侵華战争期间，留园又被弃置，甚至沦为军队养马之所。直到中华人民共和国成立后，苏州市政府接手此园进行整修，于1954年重新对民众开放。今与北京颐和园、承德避暑山庄和苏州拙政园并列为中国四大古典园林。

## 园林特色
留园以建筑变化多样，奇石众多，且与亭台、古木等配置得宜而著称。园林规模较大，总面积约3万多平方米（50亩），分中、东、西、北四部分，它的中部即为原寒碧山庄，另外三部分则由盛康扩建。四个区块各自呈现不同的特色，利用建筑群对各景点进行隔断，同时又通过窗棂将景物相联，并建造曲廊连接全园各部分。曲廊随势而变，时攀山腰，时畔水际，逶迤曲折，全长700余米。廊壁更镶嵌刘恕收集的历代碑刻300余方，称“留园法帖”，其中尤以明董汉策刻王羲之、王献之父子的“二王法帖”最为有名。
留园最著名的是假山奇石之多姿多彩，它的三任主要主人徐泰时、刘恕和盛康都是好石之士。留园历史上的著名奇石“瑞云峰”，有“妍巧甲于江南”之誉，為江南三大名石之一，系宋徽宗时的花石纲遗物，属湖州董氏所有，后董氏与徐泰时家联姻，知徐好石，便将此石作为嫁妆相赠，置于东园，传为一时佳话。清乾隆四十四年（1779年），瑞云峰被搬到同城的织造署西行宫内（石至今犹存），原址则补立一石，仍名瑞云，但姿态相去甚远。清末盛康接掌此园，用“留园三峰”来给自己的三个孙女取名，但其中瑞云早逝，盛康认为乃瑞云峰非原物所致，盛怒之余，敲碎此峰，故今仅余断石。而在寒碧山庄修复后，刘恕布置了造型优美的十二太湖石，名奎宿、玉女、箬帽、青芝、累黍、一云、印月、猕猴、鸡冠、指袖、仙掌、干霄等（大都仍存），并在嘉庆七年（1802年），邀请画家王学浩绘制了寒碧庄十二峰图，现由上海博物馆收藏。

## 园林布局

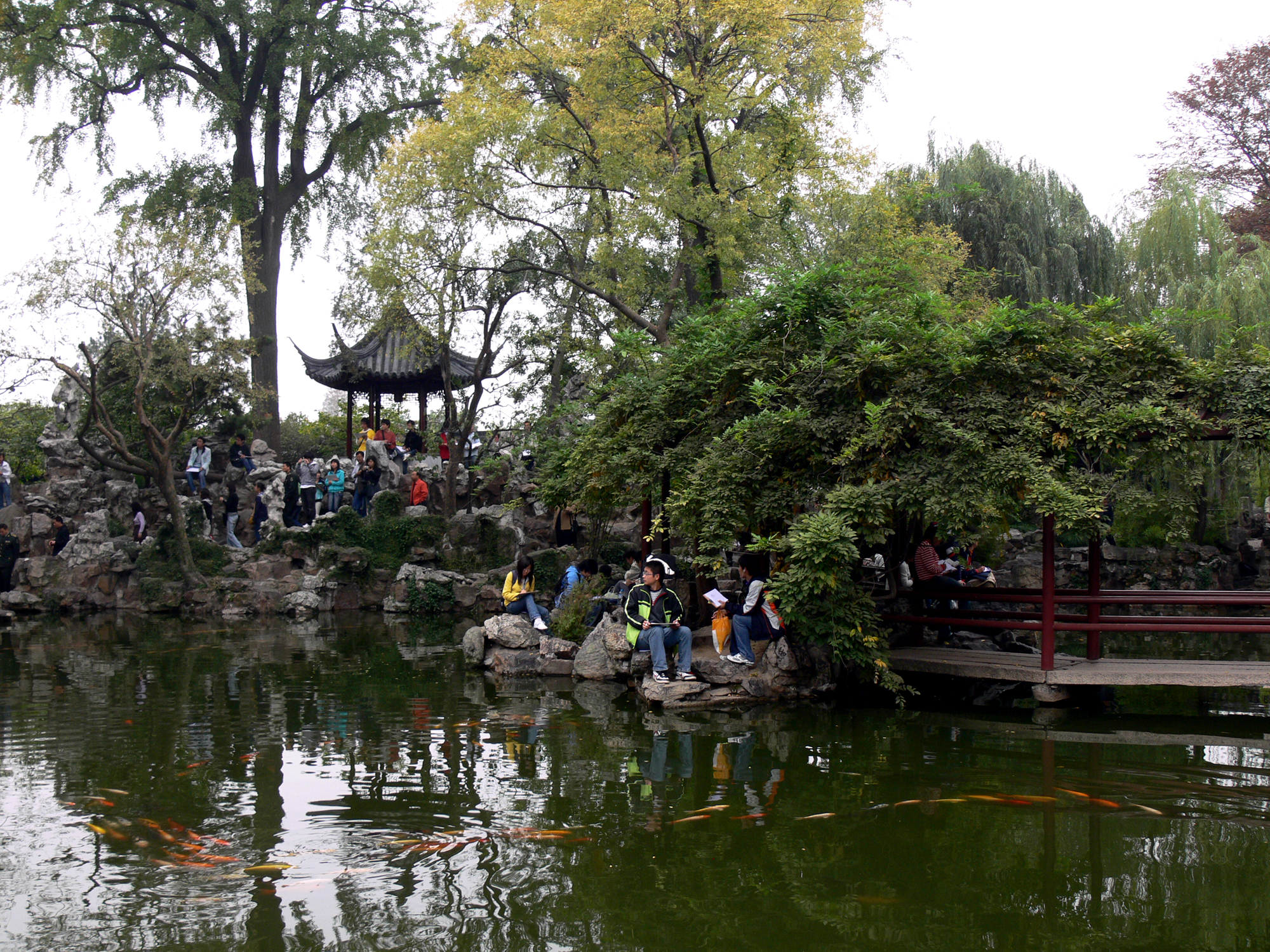
苏州留园可亭

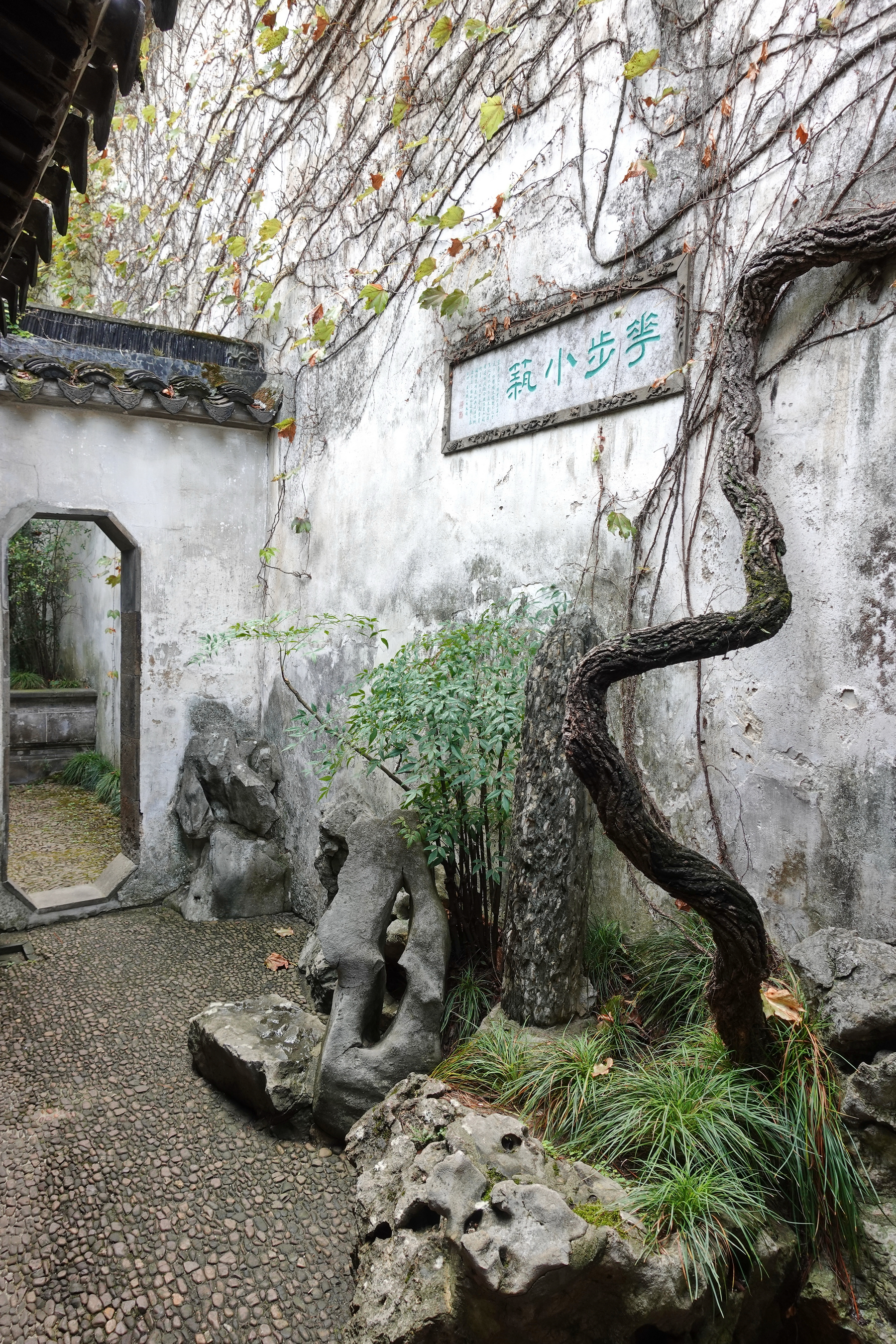
留园“华步小筑”

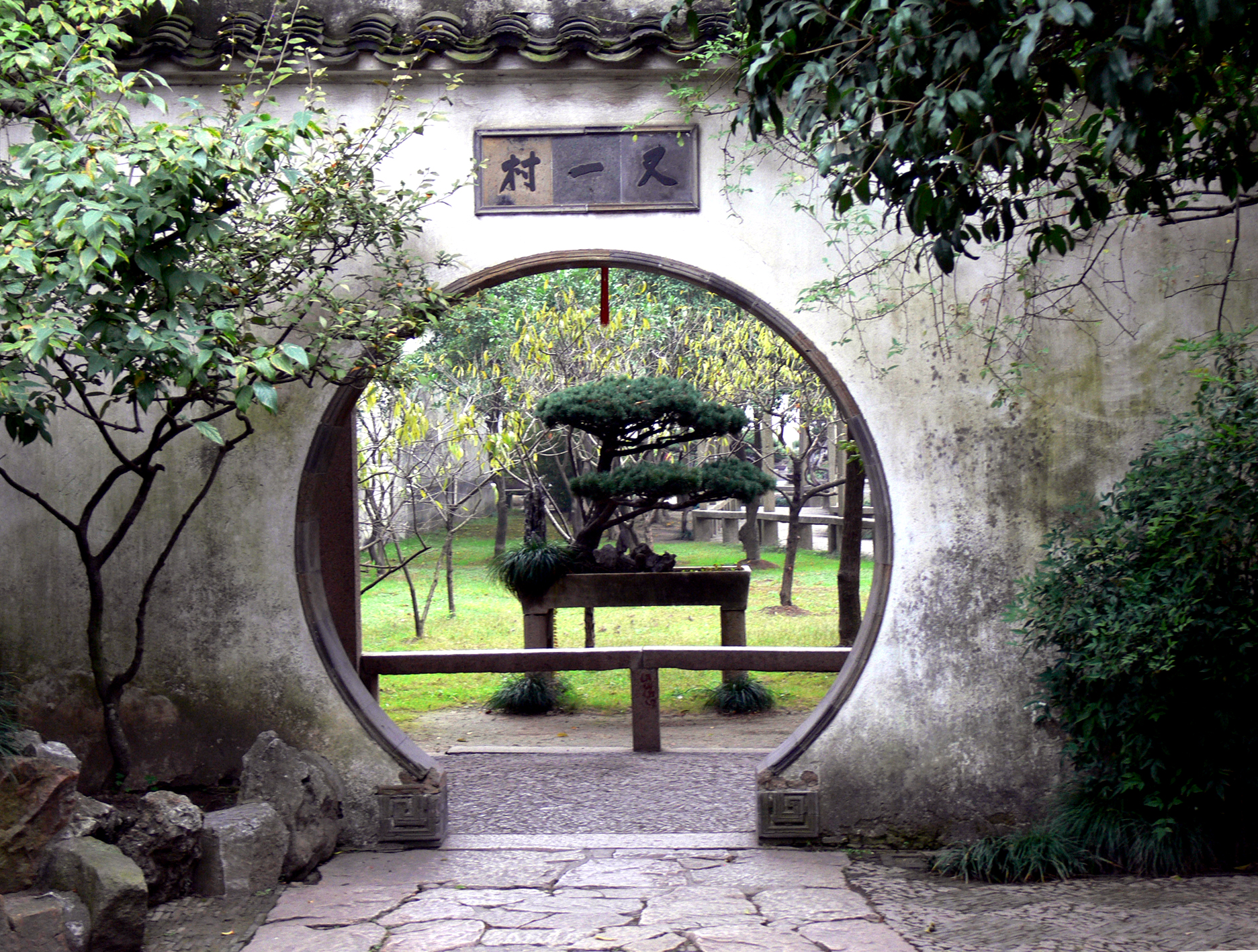
苏州留园又一村

留园中部即原寒碧山庄，是全园的精华，以山水为胜。水池居中央，有小蓬莱岛，架曲桥连接两岸。周围环以土质假山和明瑟楼、涵碧山房、闻木樨香轩、可亭、远翠阁、清风池馆等，临水而筑，错落有致。涵碧山房（朱熹“一水方涵碧，千林已变红”）是主厅，面阔三间，坐南朝北。厅前有宽广月台，依荷花池，故又名“荷花厅”。明瑟楼（郦道元《水经注》“目对鱼鸟，水木明瑟”）西接主厅，远观两者形如一艘画舫。清风池馆（苏轼《赤壁赋》“清风徐来，水波不兴”）居池东北角，向西敞开，最适观鱼。
水池的东岸即为留园东部，多建筑庭院，分别以五峰仙馆和林泉耆宿之馆为核心，东西并列，布局紧密。这里的建筑外观富丽堂皇，内部宽敞明亮，装饰与陈设亦相当精美。主厅五峰仙馆（李白《观庐山五老峰》“庐山东南五老峰，青天削出金芙蓉”）是江南园林中最大的厅堂，面阔五间，以楠木为柱，俗称“楠木厅”。厅内用隔扇划分出多重空间，四周环绕着数座厅堂院落。林泉耆宿之馆也叫作“鸳鸯厅”，室内被屏风分隔为南北二室，南室素净淡雅，北室雕梁画栋，风格大相径庭，因而得名。其北院有著名的“留园三峰”——冠云峰、瑞云峰、岫云峰，居中的冠云峰也是北宋花石纲的遗物，高约6.5米，亭亭玉立，是江南最大的湖石，具有“漏、瘦、透、皱、秀”等特点。三峰周边还建有水池浣云沼和亭台楼阁等，均为赏石之所，自成一组院落。其中冠云楼地势较高，登临其上可一览全园景致，并可远眺虎丘。楼下有上古鱼化石一方。
留园的北部广种桃李竹杏等树木，又一村（陆游《游山西村》“山重水复疑无路，柳暗花明又一村”）建有葡萄、紫藤架，其余为盆景园，颇具田园意味。又一村之西则为园林的西部，南北狭长，以土山为主，体现自然风光。山上枫树成林，其北小溪溪流宛转，溪边水榭名“活泼泼地”，遍植柳树，隔出一片桃园，唤作“小桃坞”。

## 参看
- 苏州古典园林
- 戒幢律寺
- 林本源園邸

## 外部連結
- 留园官方网站